# Karlheinz Lange
Karlheinz Lange (* 1. Oktober 1922 in Dresden; † 1999) war ein deutscher Journalist.

## Werdegang
Lange besuchte das Wettiner-Gymnasium in Dresden. Er studierte Geschichte und Literaturgeschichte in Leipzig und München und promovierte 1946. Im Jahr darauf begann er bei Radio München als Nachrichtenredakteur. Zwischen 1947 und 1949 war er Lokalredakteur in Straubing, danach mehrere Jahre freier Journalist.
1953 kam er als Pressereferent in das Bayerische Staatsministerium für Arbeit. 1957 wechselte er als Chefredakteur zur Bayerischen Staatszeitung. In dieser Funktion blieb er bis 1987.
Er war stellvertretender Vorsitzender des Bayerischen Journalisten-Verbandes und Mitglied des ZDF-Fernsehrates.

## Ehrungen
- 1973: Verdienstkreuz 1. Klasse der Bundesrepublik Deutschland[2]
- Bayerischer Verdienstorden